# Barabai
Barabai är en ort i Indonesien.   Den ligger i provinsen Kalimantan Selatan, i den nordvästra delen av landet, 1 000 km öster om huvudstaden Jakarta. Barabai ligger 16 meter över havet och antalet invånare är 60 192.
Terrängen runt Barabai är platt. Runt Barabai är det tätbefolkat, med 266 invånare per kvadratkilometer. Det finns inga andra samhällen i närheten. Omgivningarna runt Barabai är en mosaik av jordbruksmark och naturlig växtlighet.